# کرمژه
کرمژه (به چکی: Křemže) یک منطقهٔ مسکونی در جمهوری چک است که در ناحیه تشسکی کروملوو واقع شده‌است. کرمژه ۳۶٫۸۲ کیلومتر مربع مساحت و ۲٬۷۳۸ نفر جمعیت دارد و ۵۲۱ متر بالاتر از سطح دریا واقع شده‌است.